# Ровінь (Дрогобицький район)
Ро́вінь — хутір в Україні, адміністративно входить у склад села Довге Східницької громади Дрогобицького району Львівської області.

## Історія
Перша писемна згадка про поселення припадає на 1855 р. — Rowien. Назва зафіксована на австрійській карті Галичини та Лодомерії.
У 1773 р. в Галичині, після її приєднання до імперії Габсбургів, здійснити адміністративну реорганізацію краю. Тож до 1918 р. поселення знаходилось у тодішньому Дрогобицькому дистрикті Самбірського крайсу (округу) Королівства Галичини та Володимирії Австрійської монархії, а з 1805 р. - Австро-Угорщини.
У період ЗУНР поселення входило у склад Дрогобицького повіту Самбірської військової округи Львівської військової області.
У 1920 р, з приходом Польщі, хутір увійшов до волості Довге Дрогобицького повіту Львівського воєводства.
1 серпня 1934 р. в Дрогобицькому повіті було створено ґміну Новий Кропивник з центром у с. Новий Кропивник. У склад ґміни входили сільські громади: Довге Підбузьке, Ластівка, Майдан, Новий Кропивник, Старий Кропивник, Рибник.
За часів УРСР, упродовж 1939-1941 та 1944-1959 рр. хутір належало до Довжанської сільської ради Підбузького району Дрогобицької області. Однак, на карті Дрогобицької області УРСР, за станом на 1940 р., поселення не позначене.
У період нацистської окупації під час Другої світової війни, зі серпня 1941 р. по серпень 1944 р. місцевість входила до волості (нім. Landgemeinde) Новий Кропивник окружного староства Дрогобич (нім. Kreishauptmannschaft Drohobycz) дистрикту Галичина Генерал-губернаторства для окупованих польських земель.
У 1967 р в адміністративно-територіальному довіднику УРСР згадки про поселення немає. його було об'єднано із селом Довге Довжанської сільської ради Дрогобицького району Львівської області..
Після чергової адміністративно-територіальної реформи, у 2020 р., - хутір у складі села Довге увійшов до Новокропивницького старостинського округу Східницької громади Дрогобицького району Львівської області.

## Назва
У назві наголошують літеру «о».
За версією ономаста Віри Котович, у назві поселення відображено характерну ознаку місцевості, на якій населений пункт було засновано. Ойконім утворено від апелятива ровень (ровінь) — «рівне поле або рівна сіножать у горах біля річки або потока».

## Географія
Присілок розташований на березі р. Стрий, за 4 км на схід від центру с. Довге, за 16 км на південь від Східниці та за 40 км на південний захід від Дрогобича.
У 2008 р. було 13 хат.
На хуторі є один урбанонім — вулиця Лесі Українки.
На захід від поселення у часи СРСР планувалось будівництво греблі для гідроакумулювальної електростанції. Але проект не було зреалізовано.
Для того, щоб заїхати із села Довге на хутір Ровінь нормальною дорогою, потрібно об'їхати аж 26 км через селище Східницю. Влітку при мілководді можна переїхати убрід річкою Стрий — так буде 4 км. Є дорога через село Підгородці — відстань 7,3 км — але на ділянці Довге - Сопіт вона сильно розбита і малопроїзна.
На хуторі функціонує гірський притулок «Ровінь» для активного дозвілля дітей.
Сусідні населені пункти: